# Geomysaprinus posthumus
Geomysaprinus posthumus är en skalbaggsart som först beskrevs av Sylvain Auguste de Marseul 1855.  Geomysaprinus posthumus ingår i släktet Geomysaprinus och familjen stumpbaggar. Inga underarter finns listade i Catalogue of Life.